# جیمز داد (بازیکن فوتبال)
جیمز داد (انگلیسی: James Dodd؛ زادهٔ ۱ نوامبر ۲۰۰۰) بازیکن فوتبال است.